# Мечеть Гасымбей
Мечеть Гасымбей (азерб. Qasımbəy məscidi) — топонимический и архитектурный памятник XIX века. Данная мечеть расположена в Баку.
В соответствии с решением, принятым Кабинетом Министров Азербайджанской Республики от 2 августа 2001 года №132, мечеть была включена в список памятников истории и культуры местного значения.
Во время восстановления территориальной целостности Азербайджана мечеть возобновила свою работу.

## История
Мечеть Гасымбей была построена в Баку в 1892-1896 годах. Расположена по адресу Ясамальский район, улица Ази Асланова, 23. Архитектор — Мешади Мирза Кафар Измайлов, заказчик — Гасымбей.
С 1928 года в СССР началась официальная борьба с религией. Для использования в образовательных целях, в декабре того же года ЦК Компартии Азербайджана передал партии ряд мечетей, синагог и других религиозных сооружений.  Динамика роста мечетей в Азербайджане: если в 1917 году их было около 3000, то в 1927 году — уже 1700, а в 1933 году — 1650..
Согласно постановлению Кабинета министров Азербайджанской Республики от 2 августа 2001 года № 132 мечеть была включена в список памятников истории и культуры местного значения. В 1992 году возобновила деятельность. В мечети существует зарегистрированная государством религиозная община. Она называется "Джума-мечеть "Гасымбей".

## Архитектура
Общая площадь мечети составляет 330 м2, при этом внутренняя площадь составляет 250 м2. Стандартный метр.
Минарет мечети высотой 31 метр, имеет высоту в 31 метр. Нижний край минарета состоит из прямоугольной формы и имеет ширину в 2,5 метра. Высота этого участка минарета составляет примерно 6 метров. Строительство минарета выполнено из тесаных камней, а его нижняя часть украшена тремя сталактитами. Внизу строка из Корана написана арабским шрифтом.
От главной двери мечети к стене, которая расположена слева от входа, ведут 5 окон в форме михраба. В окнах, которые сделаны из дерева, высота составляет 3 метра. Входная дверь главного молитвенного зала мечети предназначена для женщин. Со двора к отделению ведет лестница.
На четырёх больших колоннах расположен молитвенный зал. Поперечник колонн составляет один метр. С помощью цельного камня были сооружены колонны, которые были соединены двенадцатью арками. Средний диаметр купола мечети составляет 6,5 метров. В куполе имеются восемь окон, имеющих прямоугольную форму.
На купол и арки нанесен растительный орнамент, а также геометрический. Туда, где находятся точки пересечения арок и купола, на камне в форме круга выгравировано арабское слово "Калмейи-шехадат". Михраб расположен в центре мечети и его надпись повторяется семь раз. Текст суры «Джума» размещен по трем сторонам алтаря.